# Nuestro primer cigarro
Nuestro primer cigarro es un cuento del escritor uruguayo Horacio Quiroga, publicado por primera vez en Cuentos de amor de locura y de muerte, en 1917.

## Resumen
Tras la muerte de su padre y su tía,  Eduardo y María quedan a merced de su madre y  su tío Alfonso, pero estos hermanos no quieren que su tío sea como un padre para ellos. Crean sus propios cigarros y se ocultan en un pozo a fumarlos. Para dejarle en claro a su tío Alfonso, Eduardo lo provoca y hace que se moleste hasta que su tío se harta y lo amenaza con golpearlo, Eduardo lo amenaza con que se tiraría en el pozo si él intentaba reemplazar a su padre.  Fin.